# Tomosvaryella claripennis
Tomosvaryella claripennis är en tvåvingeart som först beskrevs av Friedrich Hermann Loew 1858.  Tomosvaryella claripennis ingår i släktet Tomosvaryella och familjen ögonflugor. Inga underarter finns listade i Catalogue of Life.